# 秦大河
秦大河（1947年1月4日—），男，出生于甘肃兰州中国地理学家、气象学家，中国科学院院士，世界科学院院士。主要从事冰川冻土研究，曾任中国气象局局长，并长期参与编写政府间气候变化专门委员会（IPCC）评估报告。2008年获得国际气象组织奖，他是叶笃正之后第二个获得该奖的中国人。

## 生平
秦大河1965年进入兰州大学，1971年毕业后被分配到和政县一中担任中学教师，1978年5月调入中国科学院兰州冰川冻土研究所，1978年7月考取兰大地理系教授李吉均的研究生，1980年10月获硕士学位，返回冰川所工作。
1989年7月28日，由中國、美國、蘇聯、英國、法國、日本組成「國際橫越南極考察隊」，當時中國科學院蘭州冰川凍土研究所副研究員秦大河代表中國加入。考察隊從南極半島出發，秦大河在沿途採集了800多瓶冰雪的樣本，搜集了大量有關冰川、氣候、環境的資料。1990年3月3日，考察隊完成了從南極半島穿越南極點到達蘇聯和平站的任務。 
2004年8月12日，颱風雲娜在浙江登陸前，時任中國氣象局局長的秦大河在當晚《新聞聯播》後的天氣預報中向全國發佈颱風緊急警報，這也是中國氣象局局長首次主持天氣預報。
2008年，当选第十一届全国政协常务委员，代表科学技术界，分入第二十九组。并担任人口资源环境委员会副主任。2011年5月30日，中国科协第八次全国代表大会上，出任中国科协副主席

## 荣誉
- 2008年第五十三届国际气象组织奖[8][9]
- 2013年沃尔沃环境奖[10]
- 2014年国家自然科学二等奖[11]

## 家庭
父亲秦和生，中国兽医教育家和兽医外科科学专家。